# Victor Babeș
Victor Babeș (4. července 1854 Vídeň – 19. října 1926 Bukurešť) byl rumunský lékař, biolog a bakteriolog narozený v Rakousku. Jeden ze zakladatelů moderní mikrobiologie.

## Život
Narodil se ve Vídni, poté působil ve Francii, kde v Pasteurově ústavu v Paříži dosáhl světového věhlasu, později byl profesorem patologie na univerzitě v Budapešti a Bukurešti. Od roku 1893 byl členem Rumunské akademie. Ovlivnil silně vývoj rumunského zdravotnictví (včetně veterinárního), prosadil v Rumunsku například očkování proti vzteklině. Zaobíral se i dalšími otázkami tzv. profylaktické medicíny (zásobování měst vodou, boj proti epidemiím apod.). Univerzity v Kluži a v Temešváru dnes nesou jeho jméno.

## Dílo
Objevil metachromatická granula v protoplasmě bakterií (spolu s Ernstem). Spolu s Leppem demonstroval ochranný účinek séra z imunizovaného zvířete a položil tak základy séroterapie. Byl po něm pojmenován rod malých protozoálních parazitů (Babesia), které nalezl v červených krvinkách dobytka. Přispěl ke studiu malomocenství, záškrtu, tuberkulózy a zejména vztekliny, když v buňkách mozku zvířat se vzteklinou objevil přítomnost tzv. Babeș-Negriho tělísek, které umožnily diagnostikovat toto onemocnění. Objevil též více než 50 nových bakterií. Představil nový model termostatu, vymyslel nové metody barvení bakterií a hub v kulturách či histologických roztocích. Spolu s Victorem André Cornilem napsal v roce 1885 vůbec první vědecké pojednání z oboru bakteriologie (pod názvem Bakterie a jejich úloha v anatomii a patologické histologii infekčních onemocnění).
Své materialistické a ateistické filozofické názory shrnul v pracích Úvahy o vztahu přírodních věd k filozofii (1879) a Víra a věda (1924).